# Dallas Buyers Club
Dallas Buyers Club is een Amerikaanse biografische dramafilm uit 2013. De film werd geregisseerd door Canadese filmmaker Jean-Marc Vallée. De hoofdspelers van de film zijn Matthew McConaughey, Jared Leto en Jennifer Garner. 
De film is gebaseerd op interviews met Ron Woodroof (1952-1992) door Craig Borten, die met  Melisa Wallack het uiteindelijke script schreef in 2000. Pas na het aantrekken van Matthew McConaughey in 2009 kreeg het project vorm, en begonnen de opnames in 2012.
De rollen van Jennifer Garner (Dr. Eve Sacks) en Jared Leto (Rayon) zijn fictieve personages.
De film ontving vele prijzen, vooral voor de acteerprestaties van de eerste twee acteurs en de film werd genomineerd voor zes Oscars. Bij de 86ste Oscaruitreiking in 2014 wonnen McConaughey en Leto respectievelijk de Oscar voor beste acteur en de Oscar voor beste mannelijke bijrol. Daarnaast won de film ook de Oscar voor beste grime en haarstijl.

## Verhaal
Ron Woodroof is een elektricien en cowboy uit Dallas. Plots blijkt het dat hij aids heeft en hij nog 30 dagen te leven heeft. Hij wordt ontslagen en uit zijn huis gezet. Dan ontdekt hij een medicijn dat juist op de markt is, genaamd AZT Zidovudine. Hij gebruikt dit medicijn en verkoopt het ook aan andere aidspatiënten. Al snel blijkt het gebruik van AZT Zidovudine zeer schadelijk, en gaat Woodroof op zoek naar alternatieven. Die alternatieven, zoals Peptide T, zijn echter niet door de Food and Drug Administration (FDA) goedgekeurd, al dan niet onder druk van de farmaceutische industrie, en dan begint Ron Woodroof's strijd om deze nieuwe medicijnen beschikbaar te krijgen voor HIV- en AIDS-patiënten, en begint hij de Dallas Buyers Club.

## Rolverdeling
- Matthew McConaughey – Ron Woodroof
- Jennifer Garner – Dr. Eve Saks
- Jared Leto – Rayon
- Denis O'Hare – Dr. Sevard
- Steve Zahn – Tucker
- Michael O'Neill – Richard Barkley
- Dallas Roberts – David Wayne
- Griffin Dunne – Dr. Vass
- Kevin Rankin – T. J.